# Defensa de la mujer maltratada
La defensa de la mujer maltratada es una defensa legal que representa que en el momento del suceso, la persona acusada de cometer una agresión o un asesinato sufría de Síndrome de la mujer maltratada. Debido a que la defensa es casi invariablemente recurrida por mujeres, en los juzgados y tribunales normalmente se califica como síndrome de la mujer maltratada. A pesar de que la medicina tiende a no especificar géneros, se ha persuadido a la legislación para remediar la parcialidad de género en la defensa de casos de defensa propia admitiendo pruebas de dicha enfermedad o síndrome. De este modo, esto se convierte en una referencia para cualquier persona, ya que la continua y extrema violencia doméstica normalmente implica maltrato físico por parte de la pareja, lo que hace que la persona sufra depresiones y sea incapaz de tomar cualquier decisión por su cuenta que le permita escapar del maltrato. Esta patología explica por qué las personas maltratadas no solicitan ayuda, no luchan contra el culpable del maltrato o se lo permiten. Las personas que lo padecen tienen bajo autoestima y a menudo creen que el maltrato es por su culpa. Dichas personas, normalmente rechazan presentar cargos contra el maltratador, así como cualquier ofrecimiento de ayuda y a menudo se vuelven agresivas con aquellos que intentan ayudarles. 
Este síndrome ha sido problemático ya que no existe consenso entre médicos sobre si el maltrato acaba en una enfermedad mental lo suficientemente grave como para excusar al presunto delincuente. No obstante, la legislación hace referencia a una enfermedad psicológica, pese a que ni siquiera en la clasificación médica redactada hoy en día se incluye el síndrome en el sentido en que lo utilizan los abogados.

## La legislación
Los tribunales de Australia, Canadá, Nueva Zelanda, Reino Unido y Estados Unidos han aceptado el amplio y creciente cuerpo de investigación que muestra que las personas maltratadas pueden hacer uso de la fuerza para defenderse y, a veces, incluso matar a sus maltratadores. La situación en la que se encuentran, viviendo bajo amenazas , les lleva a actuar con la firme creencia de que no hay otra manera de protegerse que no sea la de matar. Los juzgados han reconocido que esta prueba puede respaldar una gran variedad de defensas por cargo de asesinato o mitigar la sentencia si se le condena por delitos menores. El síndrome de la mujer maltratada puede significar legalmente:
- Defensa propia cuando se emplea un grado de violencia razonable y proporcionado en respuesta al maltrato. Puede parecer la defensa más apropiada pero, hasta la fecha, esto casi nunca sucede. En 1996, investigaciones en Inglaterra no encontraron ningún caso que tuviera éxito en el que una mujer maltratada abogara que lo hizo en defensa propia (ver Noonan en p198). Tras analizar 239 decisiones apeladas en juicios de mujeres que mataron en defensa propia en EE. UU., Maguigan (1991) alega que la defensa propia es un perjuicio de género.
- provocación;
- demencia (normalmente dentro del significado de M'Naghten Rules); y
- reducción de la responsabilidad.

## Legislación inglesa

### En líneas generales
En R contra Ahluwalia (1992) 4 AER 889 una esposa maltratada mató a su violento marido. Solicitó provocación y el juez manipuló indirectamente al jurado para que considerasen si una mujer asiática, casada, que vivía en Inglaterra y en pleno uso de su juicio podía haber perdido el control ante la provocación de su marido. En la apelación, se sostuvo que el juez debería haber dirigido al jurado a considerar que era una persona con pleno uso de su juicio que sufría el 'síndrome de la mujer maltratada'. Habiendo considerado las nuevas pruebas médicas, el Tribunal de Apelación ordenó un nuevo juicio sobre la base de la nueva prueba que mostraba un posible caso de reducción de la responsabilidad en la legislación inglesa.
Igualmente, en R contra Thornton (No 2) (1996) 2 AER 1023 la mujer maltratada alegó nuevas pruebas que respaldaban que padecía trastornos mentales, y el Tribunal de Apelación ordenó un nuevo juicio considerando que, si la prueba hubiera estado disponible en el primer juicio, el jurado hubiera tomado otra decisión. La víctima no tiene que presentar las pruebas inmediatamente.
En R contra Charlton (2003) EWCA Crim 415, debido a las continuas amenazas verbales de abuso sexual y maltrato contra ella misma y contra su hija, la acusada mató a su obsesivo, celoso y controlador marido mientras este estaba impedido por unas esposas, con los ojos vendados y amordazado como parte de su actividad sexual habitual. Los cinco años de prisión se redujeron a tres años y medio debido a las aterradoras amenazas propiciadas por un hombre que quería dominar y controlar la vida de la acusada. Dichas amenazas crearon un auténtico miedo por su propia seguridad, y lo que es más importante, por la de su hija. Esto provocó que la acusada perdiera el control y cometiera una agresión violenta.
En HM's AG para Jersey contra Holley (2005) 3 AER 371 el Consejo de Estado consideró errónea la decisión de "Smith", al interpretar la Ley de manera puramente objetiva. De este modo, el nivel de autocontrol que se esperaba fue invariable a excepción del sexo y edad de la acusada, pese a que las características de la acusada tenían que haberse tenido en cuenta al valorar la gravedad de la provocación. Tanto la acusada como el fallecido padecían alcoholismo crónico y tenían una relación violenta y de maltrato. El testimonio era que el fallecido estaba borracho, ella le atacó verbalmente diciéndole que había tenido relaciones sexuales con otro hombre y después, la acusada golpeó al fallecido con un hacha, lo que fue un accidente de disponibilidad. La prueba psiquiátrica era que el consumo de alcohol del fallecido era involuntario y que además, este padecía otras enfermedades psiquiátricas, las cuales, independientemente de los efectos del alcohol, podrían haber causado la pérdida del autocontrol y haberla llevado a matarle. Lord Nicholls dijo:
El jurado debe considerar si los actos o palabras de provocación, así como la respuesta de la acusada, se corresponden con las características definidas por la ley de un 'individuo normal'; y no, el conjunto de cuestiones sobre si el jurado considera que la pérdida del autocontrol es excusa suficiente teniendo en cuenta todas las circunstancias. La ley no permite que cada miembro del jurado sea libre de poner cualquier contexto que considere apropiado en las circunstancias por las cuales se juzga si la conducta de la acusada es 'excusable'.

### Género de la víctima
El género también es irrelevante. En AG's Reference (No.24 of 2003) (2003) EWCA Crime 2451, el acusado, que tenía un CI (Coeficiente de inteligencia) bajo, sufrió los insultos de su esposa durante mucho tiempo por su analfabetismo e impotencia. Durante una discusión apuñaló a su mujer y a su hijo, y después se hirió a sí mismo con un cuchillo que cogió durante una pausa en la discusión para estar en superioridad ante los otros. Se le impusieron sentencias de tres años y medio por cada delito que debían ser cumplidas simultánemaente, tras el discurso del juez de que el acusado estaría cansado de sufrir durante meses los crueles insultos de su mujer así como de que esta le prohibiera ver a su hijo. Cuando se usa un arma, el tribunal es más cauteloso.
En R contra Howell (1998) 1 Cr. App. R. (S.) 229 el Tribunal de Apelación redujo una sentencia de 6 años a tres años y medio. El empleo de la esposa de una pistola para matar a su violento marido pesó mucho en el "difícil ejercicio de equilibrio" que el Tribunal tenía que interpretar. Al pronunciar la sentencia, el Tribunal dijo: 
Por una parte está el principio de que los cónyuges no deben recurrir al uso de armas de fuego cualquiera que sea el grado de infelicidad en su matrimonio. Pero, por otra parte existe la obligación del Tribunal para templar justicia con clemencia, si existe una historia de provocación y violencia del tipo que claramente se ha mostrado en este caso, aun cuando un hombre haya muerto.

### Entorno familiar
El maltrato puede extenderse al entorno familiar. En R contra Murray (2001) 2 Cr. App. R. (S) 5, el joven acusado cogió una palanca de hierro de la víctima (su padrastro), le agredió y le mató después de haber sufrido continua violencia y maltrato durante años tanto hacia él como hacia su madre. Al reducir la pena privativa de libertad de cinco años de detención a dieciocho meses de detención y orden de formación, el Tribunal de Apelación dijo que el juez de primera instancia no había dado la importancia apropiada al largo periodo de maltrato y de provocación cumulativa que había experimentado el acusado.
Finalmente, en R contra T (1990) Crim. LR 256 se ofrecieron pruebas clínicas para demostrar que la acusada padecíatrastorno por estrés postraumático tras una violación ocurrida tres días antes. Esto se hizo para justificar un robo a mano armada en el que la acusada estaba implicada y en la que apuñaló a su víctima y le robó el bolso de su choche. Tal trastorno es muy similar, en efectos, a una conmoción cerebral provocada por un golpe, por lo que Sothan J. permitió que se aplicara la defensa automática para ir ante el jurado, aceptando que un incidente como una violación podría causar un efecto traumático en una joven, aunque esta fuera una persona equilibrada. Así mismo, esto podría corroborar lo que se expuso en R contra Quick & Paddison de que existen pruebas de un "factor externo" que provocan un mal funcionamiento del cerebro. El estrés postraumático en el que las pruebas sugerían que la acusada estaba actuando como si estuviera en un "sueño", podía además equivaler a automatismo. El jurado, sin embargo, la declaró culpable. Para más detalles, ver automatismo (case law).

### Reforma
Los Informes de la Comisión de Derecho sobre Defensa Parcial de Asesinato (2004), rechazan la idea de crear una defensa mitigatoria para ocultar el uso de la fuerza excesiva en defensa propia. No obstante, aceptan que el efecto "todo o nada" de la defensa propia puede producir resultados insatisfatorios en caso de asesinato. Se le podría negar una defensa de este tipo a una mujer maltratada dentro de una relación del mismo sexo o en un maltrato infantil en los que se ha empleado una fuerza excesiva, dado que él o ella son físicamente inferiores y no están bajo un ataque inminente. Siempre puede darse el caso de que el mismo conjunto de hechos pueda ser interpretado como defensa propia o como provocación cuando se produzca una pérdida de control que termine con una muerte. Además, la Comisión recomienda una redefinición de provocación que cubra situaciones en las que una persona actúa letalmente sin miedo. ESto refleja el actual punto de vista de que la mayoría de las personas actúan en situaciones violentas con una combinación de miedo e ira en sus mentes, y que separar ambas emociones no es legalmente constructivo.

## Australia
En Australia, la defensa propia puede ser considerada la defensa más apropiada en un cargo de asesinato en el que una mujer mata para proteger su vida o la vida de sus hijos en un contexto de violencia doméstica. Esto hace referencia a la ley racional de que una persona puede matar para salvar su propia vida. Sin embargo, el hecho de que se considere defensa propia en Australia a los actos cometidos por una mujer maltratada, no ha tenido prácticamente ningún éxito, lo que ha significado que la provocación sea el principal foco de los tribunales En 2005, basándose en el Informe final de Defensa de Asesinato de la Comisión de la Reforma Legislativa Victoriana, el gobierno victoriano anunció cambios en las leyes de homicidio en todo aquel Estado, que pensara abordar esta notable falta de equilibrio. A tenor de las nuevas leyes, las víctimas de violencia doméstica podrán presentar pruebas de maltrato ante el tribunal como parte de su defensa y alegar defensa propia incluso en ausencia de una amenaza inmediata o cuando la respuesta de matar haya supuesto más fuerza que lo amenazado.

## Canadá
En 1911 en Sault Ste. Marie, Angelina Napolitano, una mujer inmigrante de 28 años y embarazada mató a su marido Pietro con un hacha después de que este intentara forzarla a prostituirse. Ella lo confesó y fue condenada a muerte tras un breve juicio, pero durante el tiempo que se aplazó el juicio para que la acusada diera a luz a su hijo, antes de que se verificara la sentencia, comenzó una campaña pública que pedía su libertad. Los defensores de Napolitano alegaban que el juez del caso había actuado erróneamente al desestimar las pruebas del prolongado maltrato a manos de Pietro (incluyendo un suceso cinco años antes cuando él la apuñaló hasta nueve veces con una navaja). El gabinete federal finalmente conmutó la sentencia por cadena perpetua. Angelina Napolitano fue la primera mujer en Canadá que hizo uso de la defensa de la mujer maltratada en un cargo de asesinato.

## Nueva Zelanda
En R contra Fate (1998) 16 CRNZ 88 una mujer que había ido a Nueva Zelanda desde la pequeña isla de Nanumea, que forma parte de las Islas Tuvalu, fue sentenciada a dos años por homicidio involuntario por provocación. La señora Fate no hablaba inglés y fue aislada dentro de una pequeña comunidad muy unida de 12 familias en Wellington, de esta manera se vio atrapada en una relación de maltrato.
De igual modo, en el caso de La Reina contra Epifanía Suluape (2002) NZCA 6, una esposa solicitaba provocación después de haber matado a su marido con una hacha cuando este le dijo que la dejaba por otra mujer. Había pruebas de abandono, humillación y maltrato, pero el tribunal concluyó que eso era exagerado. En la apelación, el tribunal era plenamente consciente de que la cultura Samoa en Nueva Zelanda restringía el poder de la mujer para actuar independientemente de su marido y redujo la sentencia de homicidio involuntario a cinco años.
El informe de la Comisión Legislativa de Nueva Zelanda no solamente investiga violencia a mujeres por parte de hombres, sino también la violencia de las mujeres contra hombres, así como violencia en relaciones del mismo sexo.